# I wojna syryjska
Pierwsza wojna syryjska toczyła się w latach 276/275/274 – ok. 271 p.n.e. między Antiochem I Soterem, z dynastii Seleukidów, a Lagidą, Ptolemeuszem II Filadelfosem, władającym Egiptem, o Celesyrię, Fenicję i Palestynę, a także o rozszerzenie wpływów na wyspach greckich i w Azji Mniejszej. Po początkowych niepowodzeniach Ptolemeusza ostatecznie zakończyła się najprawdopodobniej zachowaniem status quo.

## Przebieg
Jednym z głównych powodów wybuchu wojny było wsparcie, jakie Antioch okazał rewolcie w Cyrenajce, prowadzonej przeciw Ptolemeuszowi przez władcę Magasa.
Przebieg zmagań wojennych jest bardzo skąpo poświadczony źródłowo. Głównym źródłem wiedzy na temat wojny są Babilońskie Dzienniki Astronomiczne. Zgodnie z ich zapisem Antioch ok. 274 roku p.n.e. wyruszył z Sardes w kierunku Syrii, rozkazawszy równocześnie zebranie armii. Wojna prawdopodobnie rozpoczęła się od Ptolemejskiego ataku na Syrię. Najpewniej atak ten został w jakiś sposób odparty, a następnie Antioch zagroził wejściem swojego wojska na terytorium egipskie, o czym świadczyć może informacja o rozbudowie fortyfikacji przez Ptolemeusza. Zgodnie z relacją pisarza Poliajnosa w toku wojny Antioch miał, używając podstępu, odbić miasto Damaszek z rąk Ptolemeusza. Zmagania zakończyły się podziałem Syrii na strefę zajętą przez Egipt i strefę Seleukidów. Antioch nie mógł pozwolić sobie na przejęcie inicjatywy ze względu na zagrożenie ze strony Galatów w Azji Mniejszej. W 271 p.n.e. doszło do zawarcia pokoju, na mocy którego strony konfliktu utrzymały swój stan posiadania sprzed wojny. W niektórych opracowaniach wiąże się z I wojną syryjską pewne nabytki terytorialne Ptolemeusza w Azji Mniejszej.